# Domenico Petrini
Domenico Petrini (Rieti, 25 marzo 1902 – Rieti, 12 gennaio 1931) è stato un critico letterario italiano.

## Biografia
Di famiglia borghese, frequentò le scuole nella città natale e si iscrisse nel 1918 alla Facoltà di Lettere dell'Università di Roma, dove si laureò nel 1922 con Cesare De Lollis. Dopo aver insegnato nei licei, vinse nel 1929 la libera docenza in storia della letteratura italiana. In soli sette anni si segnalò per un'intensa attività di critico su riviste quali La Cultura, La Fiera Letteraria, Il Baretti, Pegaso, Nuova rivista storica. Importante fu anche l'attività di curatore della collana "Quaderni critici", pubblicata dalla Bibliotheca editrice di Rieti, dove uscirono, tra gli altri, saggi di Benedetto Croce, Umberto Bosco, Lionello Venturi, Giorgio Pasquali.

## Opere principali
- Poesia e poetica carducciana, Roma, C. De Alberti, 1927 [2]
- Frate Jacopone, Roma, Bilychnis, 1927
- Note sul barocco, Rieti, Bibliotheca editrice, 1929
- Motivi del Risorgimento, Rieti, Bibliotheca editrice, 1929
- La poesia e l'arte di Giuseppe Parini, Bari, Laterza, 1930
- Studi crociani (con Guido Calogero), Rieti, Bibliotheca editrice, 1930

I suoi saggi (con la bibliografia completa degli scritti) furono raccolti da Vittorio Santoli in Dal barocco al decadentismo: studi di letteratura italiana, 2 volumi, Firenze, Le Monnier, 1957.
Nel 2001 l'Istituto italiano per gli studi storici ha pubblicato, a cura di Cristina Farnetti, il Carteggio Croce-Petrini.